# La Punta (Esterri de Cardós)
La Punta és una muntanya de 1.808 metres que es troba entre els municipis d'Esterri de Cardós i de Lladorre, a la comarca del Pallars Sobirà.